# Faustkeil von Gerwisch
Der Faustkeil von Gerwisch gilt als ein besonders schön bearbeiteter Faustkeil, der sich auf der Grundlage typologischer Vergleiche in das Mittelpaläolithikum einordnen ließ. Das zweiseitig flächenretuschierte, 12,6 cm lange Gerät aus Feuerstein ist mit einem Alter von 200.000 Jahren (nach anderen Angaben 250.000 Jahre) der wohl älteste Faustkeil in Sachsen-Anhalt.

## Fundort
Der Faustkeil von Gerwisch kam 1957 zunächst in einem Betonwerk in Dingelstedt (Kreis Halberstadt) ans Licht, so dass eine Datierung ausgeschlossen war. Erst durch die Rückverfolgung der Fuhre, mit der das Gerät in das Betonwerk gelangt war, ließ sich der genaue Herkunftsort ermitteln. Derartige Steinwerkzeuge finden sich im Mittelelbegebiet meist beim Kiesabbau, da sie sich in Sedimentschichten unterhalb des Grundwasserspiegels befinden.

## Aufbewahrungsort
Der Faustkeil befindet sich im Landesmuseum für Vorgeschichte Halle; eine Kopie wurde für das Kreismuseum in Genthin angefertigt.